# Nathan Oystrick
Nathan Oystrick (ur. 17 grudnia 1982 w Regina) – kanadyjski hokeista, trener.

## Kariera zawodnicza
- Regina Pat Canadians U18 AAA (1990-2000)
- Notre Dame Hounds (2000)
- South Surrey Eagles (2000-2002)
- Northern Michigan University (2000-2006)
- Chicago Wolves (2005-2008)
- Atlanta Thrashers (2008-2009)
- Chicago Wolves (2009-2010)
- Anaheim Ducks (2010)
- St. Louis Blues (2010-2011)
- Peoria Rivermen (2010-2011)
- Portland Pirates (2011-2012)
- HC Lev Praga (2012-2014)
- Springfield Falcons (2014-2015)
- Elmira Jackals (2015-2016)

W trakcie kariery grał w rozgrywkach British Columbia Hockey League (BCHL), akademickich NCAA, potem przez wiele lat w AHL i NHL. Od 2012 przez dwa sezony był zawodnikiem czeskiego zespołu HC Lev Praga, występującego w rosyjskich rozgrywkach KHL. Następnie rozegrał jeszcze sezon w AHL, a ostatni w rozgrywkach ECHL, po czym w połowie 2016 ogłosił zakończenie kariery zawodniczej.

## Kariera trenerska
- Elmira Jackals (2015-2016), grający asystent trenera
- Atlanta Gladiators (2016-2017), asystent trenera
- Colorado Academy (2017-2018), główny trener
- Humboldt Broncos (2018), główny trener i menedżer generalny
- Colorado Academy (2019-2020), główny trener

W połowie 2018 został trenerem drużyny Humboldt Broncos, zastępując na stanowisku Darcy’ego Haugana, który poniósł śmierć wraz z zawodnikami drużyny w wypadku autobusu 6 kwietnia tego roku. Pod koniec grudnia 2018 został zwolniony ze stanowiska.

## Sukcesy
Klubowe
- Mistrzostwo konferencji AHL: 2008 z Chicago Wolves
- Norman R. „Bud” Poile Trophy: 2008 z Chicago Wolves
- Puchar Caldera: 2008 z Chicago Wolves
- Finał KHL o Puchar Gagarina: 2014 z HC Lev Praga

Indywidualne
- BCHL – Coastal (2001/2002): najlepszy obrońca
- NCAA – CCHA (2003/2004): drugi skład gwiazd
- NCAA – CCHA (2004/2005): najlepszy defensywny obrońca[4]
- NCAA – Zachód (2005/2006): drugi skład gwiazd Amerykanów
- AHL (2006/2007):
  - Mecz Gwiazd AHL
  - Skład gwiazd pierwszoroczniaków
  - Drugi skład gwiazd
- AHL (2010/2011):
  - Mecz Gwiazd AHL
- KHL (2013/2014):
  - Najlepszy obrońca - finały konferencji[5]
  - Trzecie miejsce w klasyfikacji strzelców wśród obrońców w fazie play-off: 4 gole
  - Piąte miejsce w klasyfikacji asystentów wśród obrońców w fazie play-off: 7 asyst
  - Pierwsze miejsce w klasyfikacji kanadyjskiej wśród obrońców w fazie play-off: 11 punktów